# Radio Klimop
Radio Klimop was een populaire etherpiraat in Den Haag in de periode eind jaren zeventig, begin jaren tachtig. Naar eigen zeggen had het radiostation meer dan 25.000 luisteraars. Het haalde inkomsten uit de verkoop van bingokaarten, maar in tegenstelling tot veel concurrerende "bingostations" had het geen winstoogmerk. Klimop stond bekend als sociaal betrokken. Van de opbrengsten werden bijvoorbeeld fruitmanden naar zieken gestuurd.
Het station werd geleid door Hannes Massing, die ook optrad als presentator. Hij gebruikte de schuilnaam Hannes de Neus. De zender zond uit vanuit een pand aan het Haagse Koningsplein.
Wellicht zijn bekendste programma was dat van de moppenwedstrijden. Deze vonden doorgaans in de late uurtjes plaats en luisteraars konden via de telefoon meedoen. Iedere deelnemer vertelde vijf veelal pikante moppen. Een vast patroon daarbij was dat Hannes iedere mop 'grandioos' noemde en er hartelijk om lachte, maar na de vijfde mop kwam de meer objectieve jurering.
Radio Klimop was tot buiten Den Haag te ontvangen. Uitgezonden werd net boven de 100 MHz, echter niet altijd op exact dezelfde frequentie. Soms zat men op 100,2 MHz, dan weer op 100,5 MHz. Op deze wijze probeerde Klimop storingen van andere zenders te ontlopen. Vooral de concurrentie op bingo-gebied leidde ertoe dat zenders elkaar gingen storen. Later is deze zender verhuisd naar de 95.6 MHz.
Eind jaren 80 stopte dit station dit mede door het overlijden van een van de zoons van Hannes, die tevens D.J was bij radio Klimop.